# Andreas Ebert (Theologe)

Andreas Ebert, 2009 in St. Martin, München

Andreas Ebert (* 12. März 1952 in Berlin; † 20. März 2022 in München) war ein deutscher evangelischer Theologe, Buchautor und Liedtexter. Bekannt wurde er durch das Kindermutmachlied und das Buch Das Enneagramm, das er zusammen mit dem US-amerikanischen Franziskanerpater Richard Rohr verfasste.

## Biografie
Andreas Ebert wurde 1952 als Sohn unkirchlicher Eltern in Ost-Berlin geboren (Künstlerkreis um Bertolt Brecht) und wuchs nach Flucht ab 1953 in West-Berlin in ärmlichen Verhältnissen auf. Seine Mutter Renate geb. Apfelgrün (1925–1998) schlug sich als Staubsaugervertreterin durch. Der Vater Oswald Ebert (1926–1968) war arbeitsloser Maler und Grafiker und lebte von Gelegenheitsverkäufen seiner Bilder.
1959 wurde Ebert zusammen mit seinem älteren Bruder Mattias für vier Monate zur Erholung nach Schweden verschickt. Die Andachten und der gute Geist des christlich geführten Erholungsheims machten starken Eindruck auf ihn. Mit sieben Jahren, als seine Mutter mit seinem Bruder und ihm nach Ansbach zog, wurde er getauft. Durch Kindergottesdienst, Jugendgruppe und seine Internatszeit ab 1962 in Windsbach und als Sänger im Windsbacher Knabenchor entwickelte er schon früh den Plan, Pfarrer zu werden.
1969/70 folgte ein einjähriger Aufenthalt als Austauschschüler in Jackson, Michigan, USA. 1972 Abitur. Danach studierte er Evangelische Theologie in Neuendettelsau, Tübingen, Würzburg (mit intensiver Teilnahme am Leben der Teestubengemeinde, einer unabhängigen Einrichtung der evangelischen Landeskirche), Universität Heidelberg und wieder Neuendettelsau.
Im März 1977 unternahm er mit Werner Küstenmacher und Andreas Richter eine Studienreise zur Gemeinde „New Jerusalem“ in Cincinnati in den USA. Dort begegnete er erstmals dem Franziskanerpater Richard Rohr (damals 33 Jahre alt).
Im Herbst 1978 begann er sein Vikariat in Würzburg (Gerbrunn-Sieboldshöhe). Beim Norwegenurlaub bei den Freunden Knut Grønvik und Halvor Nordhaug entstand das Kindermutmachlied, das Andreas Ebert beim „Meistersingerwettbewerb“ des Deutschen Evangelischen Kirchentags 1979 in Nürnberg einreichte und damit gewann.
Ab 1980 wurde er zum Vereinspfarrer für volksmissionarische Dienste in Nürnberg berufen, um an der Gemeinde St. Lorenz eine alternative missionarische Arbeit in der Innenstadt aufzubauen. Dort gründete er den „Lorenzer Laden“, eine christliche Teestube mit Basisgemeinde und Eine-Welt-Shop.
1988 ließ er sich vom kirchlichen Dienst zu einem Sabbatjahr beurlauben, in dem vor allem das Buch Das Enneagramm entstand, außerdem Auf Schatzsuche – 12 Expeditionen ins Innere des Christentums. 1990 wurde Andreas Ebert zum stellvertretenden Leiter des Gemeindekollegs der Vereinigten Evangelisch-Lutherischen Kirche Deutschlands (VELKD) in Celle berufen. 1994 ließ er sich nach Konflikten mit der Kirchenleitung der VELKD wiederum beurlauben, um in der Hausgemeinschaft Gries bei Kronach im Meditationszentrum von Franz Jalics zu leben.
1996 trat er seinen Dienst als Pfarrer an St. Lukas, München an. Dort half er mit, in der Gemeinde die alternative Gottesdienstform Thomasmesse (entwickelt in Helsinki) fortzuführen. Wesentlich beteiligt war er dort auch bei der Obdachlosenarbeit (im Kirchenkeller) und an der Gründung des „Schwulen Bibelkreises Lukas“ (SchwuBiLu). 2004 übernahm er zusätzlich eine halbe Projektstelle der evang.-luth. Landeskirche in Bayern zum Aufbau des „Spirituellen Zentrums St. Martin“ im Münchner Glockenbachviertel. Seit 2011 wurde aus dem Projekt eine Vollzeitstelle, und Andreas Ebert übernahm neben der Leitung von St. Martin die Stelle des Beauftragten für Meditation und Geistliche Übung in Südbayern. Ende Juli 2017 ging Andreas Ebert als Leiter des Spirituellen Zentrums in den Ruhestand.
Außerdem war er international tätig als Referent und Kursleiter zum Enneagramm (mit Wolfgang Zink, Marion Küstenmacher und anderen, u. a. in Norwegen, USA, Schweiz, Österreich, Rumänien) und zum Herzensgebet (Norwegen, Schweiz, Sommer 2012 nach Südkorea). Er war Mitorganisator des 1. Europäischen Symposiums zum Herzensgebet Juni 2011 in Flüeli-Ranft, Obwalden, Schweiz und offizieller Geistlicher Begleiter der evangelisch-lutherischen Kirche in Bayern.

## Auszeichnungen
- Meistersingerpreis des Deutschen Evangelischen Kirchentags 1979

## Werke (in Auswahl)
Als Autor:
- mit Klaus Hannemann: Feiert Gott in eurer Mitte. Liederbuch der Teestube Würzburg, Hänssler Verlag, Neuhausen 1979, ISBN 978-3-7751-0439-5.
- mit Richard Rohr: Das Enneagramm. Die 9 Gesichter der Seele. Claudius Verlag, München 1989; Neuausgabe ebd. 2009, ISBN 978-3-532-62395-4
- Auf Schatzsuche. 12 Expeditionen ins Innere des Christentums. Claudius Verlag, München 1998, ISBN 978-3-532-62093-9.
- Die Spiritualität des Enneagramms. Claudius Verlag, München 2008, ISBN 978-3-532-62362-6.
- Ebert, Andreas / Godzik, Peter: Verlass mich nicht, wenn ich schwach bin. Handbuch zur Begleitung Schwerkranker. Handbuch und Kursleiterbuch (VELKD), Hamburg 1993.
- mit Ulrike Aldebert, Johannes Blohm, Kirsten Fiedler, Werner Tiki Küstenmacher, Karl Mehl: Das Kindergesangbuch, Claudius Verlag, München 11. Auflage 2011, ISBN 978-3-532-62220-9[10]
- mit Patricia C. Brockman: Himmel und Erde verbinden. Ein Lesebuch, Claudius Verlag, München 1993, ISBN 978-3-532-62145-5.
- mit Johanna Haberer, Friedrich Kraft: Räumt die Steine hinweg. DDR Herbst 1989. Geistliche Reden im politischen Aufbruch. Claudius Verlag, München 1990, ISBN 978-3-532-62098-4.
- mit Marion Küstenmacher: Die Perlen der Seele. Meditieren mit dem Enneagramm. Claudius Verlag, München 2009, ISBN 978-3-532-62386-2.
- mit Marion Küstenmacher: Erfahrungen mit dem Enneagramm. Sich selbst und Gott begegnen, Claudius Verlag, München 1992, ISBN 978-3-532-62110-3.
- mit Brian McNeil: Die Gebete der ersten Christen. Claudius Verlag, München 1999, ISBN 978-3-532-62225-4.
- mit Carol Lupu (Hg.): Hesychia – Das Geheimnis des Herzensgebets. Claudius Verlag, München 2012, ISBN 978-3-532-62430-2.
- mit Oliver Behrendt (Hg.) Christsein üben – 28 Wege spiritueller Praxis. Claudius Verlag, München 2012, ISBN 978-3-532-62431-9.
- mit Peter Musto: Praxis des Herzensgebets. Einen alten Meditationsweg neu entdecken. Buch und CD. Claudius Verlag, München 2013, ISBN 978-3-532-62444-9.
- Schwarzes Feuer, weißes Feuer. Mein Glaubensbekenntnis. Claudius, München 2018, ISBN 978-3-532-62816-4.
- Texte, Vorträge und Predigten im Internet: http://www.stmartin-muenchen.de/blog-artikel.html

Als Übersetzer:
- Edin Løvås: Machtmenschen. Die Lust zu herrschen und die christliche Gemeinde. Brendow Verlag, Moers 1990, ISBN 978-3-86506-882-8.
- Morgan Scott Peck: Die Lügner. Eine Psychologie des Bösen und die Hoffnung auf Heilung. Claudius Verlag, München 1990, ISBN 978-3-532-62101-1.
- Richard Rohr: Der nackte Gott. Plädoyers für ein Christentum aus Fleisch und Blut. Claudius Verlag, München 91998, ISBN 978-3-532-62061-8.
- Richard Rohr: Der wilde Mann. Geistliche Reden zur Männerbefreiung, Claudius Verlag, 2020, ISBN 978-3-532-62042-7.
- Richard Rohr: Masken des Maskulinen. Neue Reden zur Männerbefreiung. Claudius Verlag, München, ISBN 978-3-532-62158-5
- Richard Rohr: Pure Präsenz. Sehen lernen wie die Mystiker. Claudius Verlag, München, ISBN 978-3-532-62413-5.
- Richard Rohr: Von der Freiheit loszulassen. Letting go. Claudius Verlag, München, ISBN 978-3-532-62108-0.
- Richard Rohr: Ganz da. Einfach und kontemplativ leben. Claudius Verlag, München 2018, ISBN 978-3-532-62823-2.
- Richard Rohr: Was die Bibel uns zu sagen hat. Claudius Verlag, München 2020, ISBN 978-3-532-62843-0.
- Walter Wink: Angesichts des Feindes. Der dritte Weg Jesu in Südafrika und anderswo. Claudius Verlag, München 1988, ISBN 978-3-532-62069-4.
- Suzanne Zuercher: Ankommen im Einssein. Beten mit dem Enneagramm. Claudius Verlag, München 2008, ISBN 978-3-532-62392-3.
- Adrian Plass: Tagebuch eines frommen Chaoten. Brendow Verlag, Moers 1990, ISBN 978-3-86506-158-4.
- Andromedas Briefe (The Horizontal Epistles of Andromeda Veal). Moers 1992.
- Die theatralischen Tonbänder des Leonard Thynn (The Theatrical Tapes of Leonard Thynn). Moers 1993.
- Jim Wallis. Bekehrung zum Leben. Nachfolge im Atomzeitalter. ISBN 3-87067-208-0 (Originalausgabe: Call to Conversion. 1981).